# Sideridis eutherma
Sideridis eutherma är en fjärilsart som beskrevs av Oswald Beltram Lower 1901. Sideridis eutherma ingår i släktet Sideridis och familjen nattflyn. Inga underarter finns listade i Catalogue of Life.